# 萨拉国家公园

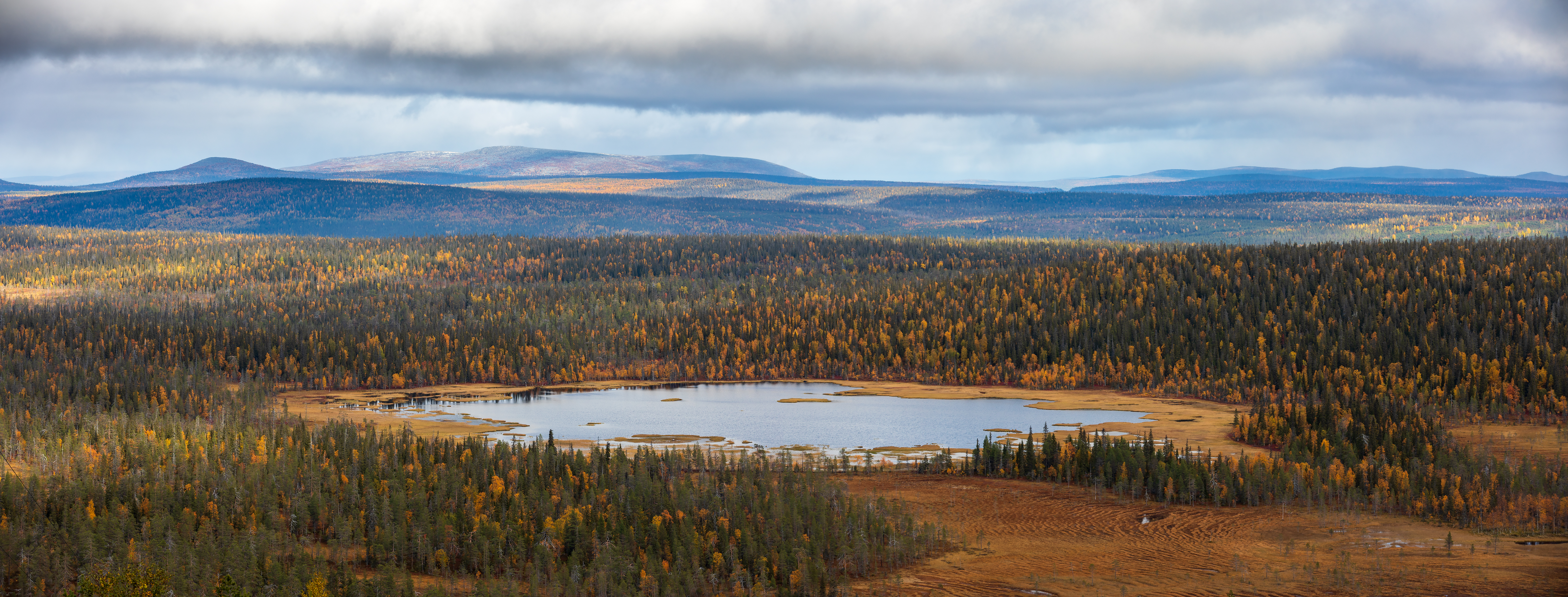
从远处眺望萨拉国家公园

萨拉国家公园（芬蘭語：Sallan kansallispuisto），是芬兰拉普兰区的国家公园。该国家公园成立于2022年1月1日，面积为99.83平方公里。
该国家公园内有古老的森林、极具代表特色的沼泽，以及在大冰期时形成的高地和蛇形丘。公园西边为萨拉山户外活动和高山滑雪区域，东边为芬俄边境。萨拉市镇的中心城区在公园西北约10公里处。